# 傑克遜鎮區 (密蘇里州布坎南縣)
傑克遜鎮區（英語：Jackson Township）是位於美國密蘇里州布坎南縣的一個行政鎮區。

## 地方資料
傑克遜鎮區的面積為56.95平方千米，當中陸地面積為59.81平方千米，而水域面積為0.13平方千米。根據2020年美國人口普查的數據，當地共有人口541人，而人口密度為每平方千米9.5人。